# Tube de Williams

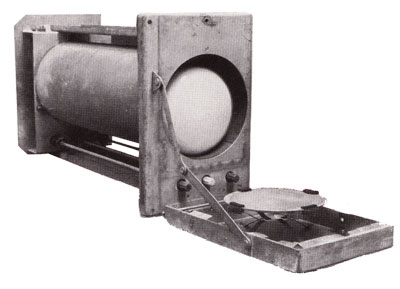
Un tube de Williams.

Un tube de Williams, ou tube de Williams-Kilburn (du nom des inventeurs Frederic Calland Williams et Tom Kilburn) est un tube cathodique développé en 1946 ou 1947 et utilisé pour enregistrer des données sous forme binaire. Il servait de support à la mémoire vive du premier ordinateur à architecture de von Neumann, le Small-Scale Experimental Machine.

## Principe de fonctionnement
Le tube de Williams exploite un effet appelé émission secondaire. Lorsqu'un point est tracé sur un tube cathodique, la zone du point devient légèrement chargée positivement et ses environs immédiats deviennent légèrement chargés négativement, ce qui crée un puits de potentiel. Ce puits de potentiel reste à la surface du tube pendant une fraction de seconde, ce qui permet au dispositif de fonctionner comme une mémoire informatique. La durée de vie du puits de potentiel dépend de la résistance électrique de l'intérieur du tube.
Le point peut être effacé en traçant un deuxième point immédiatement à côté du premier, ce qui remplit le puits de potentiel. La plupart des systèmes le faisaient en dessinant un tiret court à partir de la position du point, en sorte que la longueur du tiret effaçait la charge initialement présente au point de départ.
L'ordinateur lit l'information enregistrée dans le tube au moyen d'une plaque métallique qui recouvre l'avant du tube. À chaque fois qu'un point est créé ou effacé, le changement de charge électrique produit une impulsion de tension dans la plaque. Comme l'ordinateur sait quel emplacement de l'écran est visé à tout instant, il peut utiliser l'impulsion de tension de la plaque pour lire les données enregistrées dans l'écran.
Lire un emplacement de mémoire crée un nouveau puits de potentiel, ce qui détruit le contenu original de cet emplacement, en sorte que toute lecture doit être suivie d'une écriture pour restaurer les données d'origine. Comme la charge fuit progressivement, il est nécessaire de scanner le tube régulièrement en réécrivant tous les points, de même qu'il est nécessaire de rafraîchir la DRAM actuelle.
Certains tubes de Williams étaient fabriqués à partir de tubes cathodiques conçus pour les radars, avec un enrobage de phosphore qui rendait les données visibles à l'œil nu. D'autres tubes étaient fabriqués expressément pour devenir des tubes de Williams, sans enrobage. La présence ou l'absence d'enrobage n'avait pas d'effet sur le fonctionnement du tube et n'avait pas d'importance pour l'opérateur puisque l'avant du tube était recouvert par la plaque réceptrice. En cas de besoin d'une sortie visible, un deuxième tube avec un enrobage de phosphore était utilisé comme périphérique d'affichage.
Chaque tube de Williams pouvait stocker environ 512 à 1024 bits de données.

## Développement
Développé à l'université de Manchester, en Angleterre, le tube de Williams fournit le support du premier programme enregistré sur une mémoire électronique, dans la Small-Scale Experimental Machine. Tom Kilburn écrivit un programme de 17 lignes pour calculer le plus grand facteur de 218. La tradition, à l'université de Manchester, veut que ce soit le seul programme jamais écrit par Kilburn.
Le tube de Williams avait tendance à perdre sa fiabilité avec le temps, et la plupart des éléments en service devaient être « réglés » à la main. Ceci explique le succès commercial des mémoires à ligne de délai au mercure dans les premiers temps du calcul électronique, plus lentes et nécessitant également un réglage manuel, malgré leur débit, leur coût et leur problème de toxicité, car leur durée de vie était plus longue. Cependant, le Manchester Mark 1 fut commercialisé avec succès sous le nom de Ferranti Mark 1. Certains des premiers ordinateurs américains utilisaient aussi des tubes de Williams, dont la machine IAS, conçue à l'origine pour utiliser des tubes Selectron, l'UNIVAC 1103, les IBM 701 et 702 et le Standards Western Automatic Computer. La machine russe Strela utilisait également des tubes de Williams.

## Source
- (en) Cet article est partiellement ou en totalité issu de l’article de Wikipédia en anglais intitulé « Williams tube » (voir la liste des auteurs).